# Spilocuscus rufoniger
Spilocuscus rufoniger es una especie de cuscus, marsupial de la familia Phalangeridae. Es de los mayores de dicha familia, solo lo supera el cuscus ursino de Célebes. Es una especie de pelaje colorido con su zona ventral blancuzca o amarillenta, cabeza y miembros rufos, y una espalda negra o manchada. Habita en bosques a altitudes de hasta 1200 m.s.n.m. en el norte de Nueva Guinea. Se encuentra amenazado por la caza y pérdida de hábitat, y ya ha desaparecido de grandes zonas de su rango. Por lo que la IUCN lo ha calificado como una especie en Peligro Crítico.